# Notting Hill (film)
Notting Hill è un film del 1999 diretto da Roger Michell.
Scritto e ideato da Richard Curtis e prodotto da Duncan Kenworthy, reduci dal successo di Quattro matrimoni e un funerale del 1994, la pellicola è una commedia romantica ambientata nell'omonimo quartiere di Londra, che racconta la storia d'amore tra una star del cinema statunitense (Julia Roberts) e un libraio inglese (Hugh Grant). Rhys Ifans, Emma Chambers, Tim McInnerny, Gina McKee e Hugh Bonneville completano il cast degli attori principali del lungometraggio.
Uscì nel Regno Unito il 21 maggio, vinse numerosi premi, tra cui tre Empire Awards e un British Comedy Awards, e ricevette inoltre tre candidature ai Golden Globe. Ben accolto dalla critica, Notting Hill ebbe un ottimo risultato al botteghino: a fronte di un budget di circa 42 milioni di dollari, ottenne oltre 360 milioni di dollari in tutto il mondo, diventando così il film britannico con maggiori incassi nella storia del cinema al momento della sua uscita e il maggior successo cinematografico nel Regno Unito del 1999.

## Trama

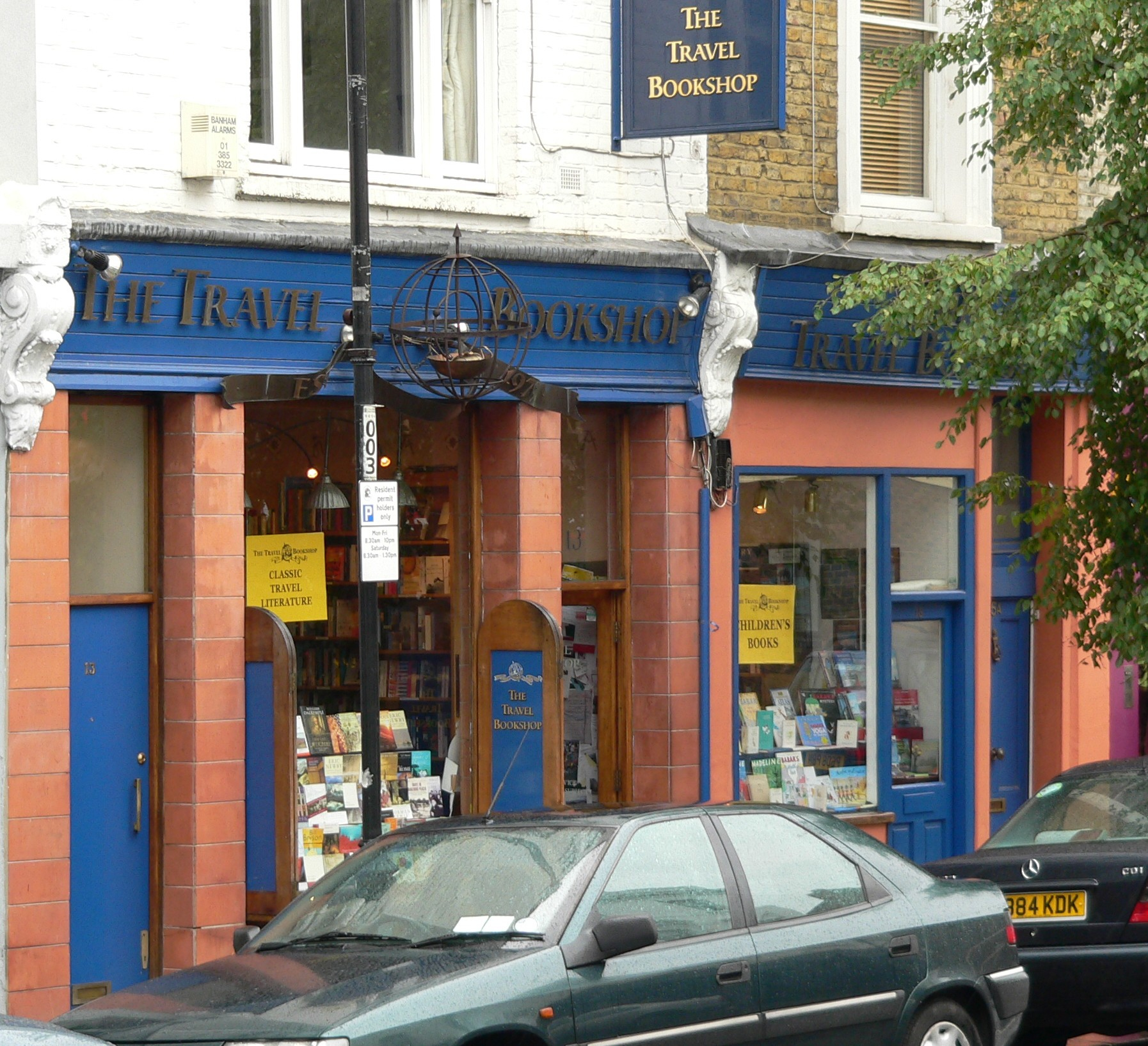
La libreria The Travel Bookshop dove lavora William a Notting Hill

William Thacker è il proprietario di una libreria nel quartiere londinese di Notting Hill; divorziato, convive con un eccentrico coinquilino di nome Spike. Will incontra Anna Scott, una stella del cinema statunitense, nel proprio negozio, e poco dopo i due si urtano casualmente per strada, sporcandosi gli abiti con succo d'arancia; il ragazzo la invita ad andare a casa sua per ripulirsi e Anna accetta. Nonostante la gentilezza e l'ospitalità di William, l'attrice lo saluta e esce subito dall'appartamento; poco dopo suona di nuovo il campanello, avendo Anna dimenticato una busta, e quando sono faccia a faccia Anna improvvisamente lo bacia. L'arrivo di Spike li interrompe bruscamente e l'attrice se ne va, chiedendo riservatezza per quanto avvenuto.
Qualche giorno più tardi, Spike accenna a una telefonata dell'attrice, che chiedeva di essere richiamata all'Hotel Ritz. Will la contatta e la donna gli dà appuntamento presso la sua camera d'albergo. Quando la raggiunge, il ragazzo scopre che nella suite dell'attrice è in corso una conferenza stampa in occasione della presentazione di un suo film. Grazie alla sua prontezza di spirito, Will si fa passare per un corrispondente della rivista Cavalli e segugi per poter parlare con l'attrice. Anna voleva solo scusarsi con lui per il bacio ma William la convince a uscire quella sera per festeggiare il compleanno di Honey, sua sorella minore, insieme ad altri suoi amici. La cena si svolge nell'abitazione di Bella e Max; Anna, che quasi tutti riconoscono immediatamente, si ambienta subito, superando l'iniziale imbarazzo e mostrandosi con le proprie fragilità. Durante una passeggiata dopo la cena, i due, entrati in un giardino privato, si baciano per la seconda volta. A un successivo incontro, dopo essere stati al cinema e in un ristorante, Anna invita William nella sua stanza, dove però trova il suo fidanzato Jeff, incontro che interrompe la relazione tra i due protagonisti.
William prova a uscire con altre ragazze ma continua a pensare ad Anna. Un giorno l'attrice si presenta in lacrime al portone blu della sua casa, perché la stampa ha pubblicato alcune sue immagini spinte, scattate quando era giovane; la ragazza rivela inoltre a Will la rottura del suo rapporto con Jeff. Quella notte Anna raggiunge il ragazzo e la coppia dorme insieme. La mattina, i due trovano decine di fotografi fuori casa, dato che Spike aveva accennato a qualche compagno di bevute la presenza della diva nella casa di Notting Hill. Furiosa per la vicenda, Anna lascia la casa e William rimane amareggiato per la seconda volta.
Mesi dopo il loro ultimo incontro, William ha la possibilità di contattare l'attrice attraverso i suoi agenti, ma decide di non farlo, nonostante non abbia mai smesso di pensare a lei; la stessa sera, durante una cena tra amici, Max gli rivela che l'attrice, dopo aver vinto un Oscar, è tornata a Londra per le riprese di una nuova pellicola: Will decide d'incontrarla di nuovo, così il giorno dopo si reca negli studi del film a Hampstead Heath, dove ascolta una conversazione privata che Anna ha con un altro attore e nella quale l'attrice non mostra alcun sentimento nei confronti del ragazzo londinese. Will, nuovamente deluso, si allontana. Il giorno seguente, l'attrice va nella libreria del ragazzo, per regalargli un dipinto originale di Chagall, La Mariée, e per chiedere la possibilità di frequentarlo di nuovo: William, temendo di essere nuovamente messo da parte, sia per il carattere della Scott sia per le differenze sociali che vi sono tra i due, la respinge. Confidata la scena ai suoi amici, il ragazzo capisce di aver commesso un errore ad aver rifiutato Anna e il gruppo si mette così alla ricerca dell'attrice. William riesce ad accedere alla conferenza stampa di Anna e a convincerla a rimanere con lui in Inghilterra. I due diventano quindi ufficialmente una coppia e si sposano; si vedono poi su una panchina di un parco di Notting Hill, con la ragazza incinta.

## Personaggi

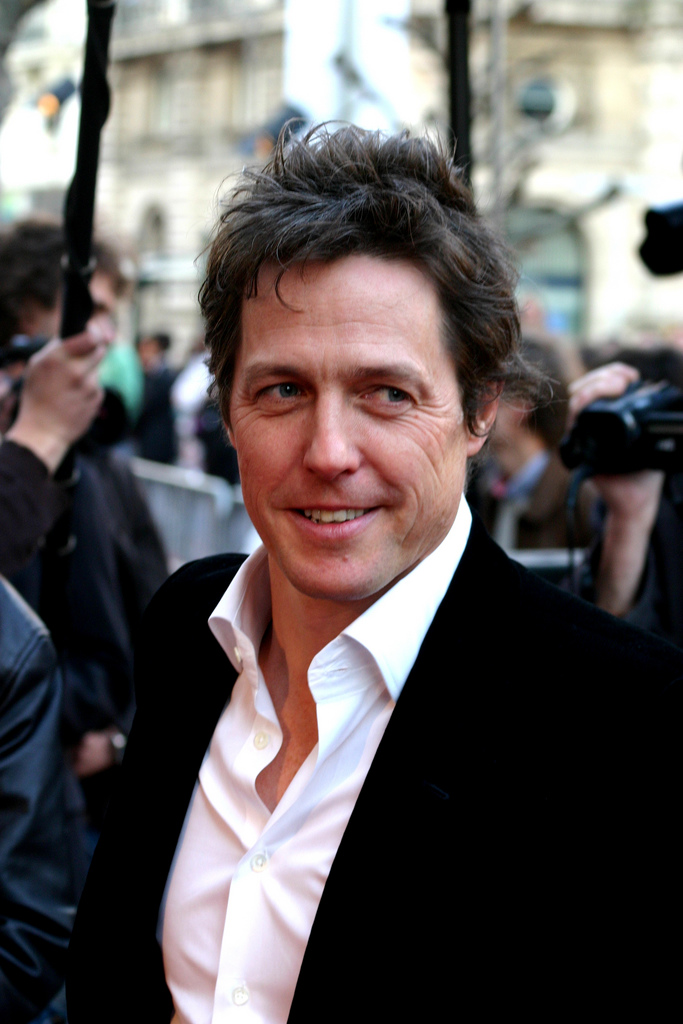
Hugh Grant è William Thacker

- William Thacker è un ragazzo britannico, che possiede  The Travel Bookshop, un modesto negozio di libri di viaggio a Notting Hill, Londra. Alquanto timido e goffo, vive in una casa con il portone blu con un coinquilino di nome Spike. È stato sposato in passato ed è stato fidanzato anche con Bella. Si innamora di Anna Scott, che sposerà nel corso del film e dalla quale aspetterà un figlio.[8][9]
- Anna Scott è un'attrice statunitense, tra le più famose star di Hollywood. Ha una relazione con l'attore Jeff King, ma si innamora di Will, conosciuto per caso nella sua libreria londinese. Poco equilibrata e impulsiva, alla fine del film vincerà un premio Oscar, si sposerà con il libraio britannico e si mostrerà incinta.[8][9]
- Honey Thacker è la sorella minore di Will. Caratterizzata da capelli dai colori variopinti e da occhi particolarmente sporgenti, lavora in un negozio di dischi, senza grandi successi economici, ed è una grande fan di Anna Scott. Dopo varie storie sentimentali, si innamora del coinquilino del protagonista, Spike.[8][9][10]
- Spike è un pittore gallese che abita insieme a Will, il quale lo descrive come "la persona più stupida della terra"; piuttosto eccentrico e disordinato, si innamora di Honey, sorella di William.[8][9]
- Max è il miglior amico di Will. Impiegato, è sposato con Bella. Ospita la cena di compleanno di Honey, nonostante non sia un eccellente cuoco.[8][9][10]
- Bella è un avvocato paraplegico ed ex-fidanzata di Will, a cui è ancora affezionata, sposata ora con Max[8][9][10] e non può avere bambini.
- Bernie è un amico di Will e un pessimo intermediario finanziario, che viene licenziato nel corso della storia.[8][9]
- Martin è l'unico impiegato nella libreria di William, dal carattere gioviale e goffo.[8][9][10]
- Tony è un architetto amico di Will, che ha aperto, senza grande successo, un ristorante a Londra.[8]
- Jeff King è un attore statunitense, fidanzato di Anna Scott.[8][9]
- Karen è l'assistente personale di Anna Scott.[8]
- Jeremy è il responsabile delle pubbliche relazioni di Anna Scott.[8]

## Produzione

### Regia
Il regista di Quattro matrimoni e un funerale Mike Newell venne chiamato per dirigere il progetto ma rifiutò per poter lavorare a Falso tracciato; Newell disse in seguito che quella da lui presa fu, da un punto di vista commerciale, una cattiva decisione, senza tuttavia aver alcun rimpianto. Anche Anthony Minghella venne preso in considerazione per dirigere la pellicola, ma Kenworthy scelse tuttavia Roger Michell, già regista di Persuasione, affermando: "aver trovato qualcuno come Roger è proprio come aver trovato l'attore giusto per ogni ruolo. Ha un talento eccezionale nel rendere naturali i personaggi". Questa opinione venne ripresa anche dal produttore esecutivo, Eric Fellner, che disse: "l'interesse principale di Roger sono i personaggi. Quando si hanno personaggi veri uniti a una sceneggiatura solida come quella di Richard si ottiene qualcosa di molto speciale". Julia Roberts affermò: "Il bello di avere una sceneggiatura veramente buona e un regista molto intelligente è che ci si trova nella situazione in cui anche la più piccola parte è stata pensata per una persona talentuosa e che anche il più piccolo momento del film diventa interessante, da ricordare." Di Michell, l'attrice inoltre apprezzò il suo senso di fiducia e di tranquillità che condivideva con il resto della troupe.
La produzione della commedia fu a carico della Polygram Filmed Entertainment e della Working Title Films, entrambe strettamente legate alla Universal Studios, società che si occupò della distribuzione della pellicola. Il budget per la realizzazione del film fu di circa 42 milioni di dollari. La critica cinematografica ha spesso sottolineato le analogie presenti tra Notting Hill e Quattro matrimoni e un funerale, dovuta anche al fatto che parte del cast e della troupe ha preso parte a entrambe le pellicole. Kenworthy rispose: Notting Hill "non è un sequel". Naturalmente le persone hanno delle aspettative e speriamo di mantenerlo, ma nel momento in cui abbiamo deciso di girare il film non avevamo intenzione di attingere a film precedenti. Si tratta di un'altra commedia romantica, molto diversa da "Quattro matrimoni" che era una storia di grandi eventi sociali senza nessuna persona veramente illustre. Notting Hill è invece l'esatto contrario; racconta i dettagli giorno per giorno di una storia d'amore, resa speciale dal fatto che vede come protagonisti la donna più famosa del mondo e un comunissimo ragazzo". Dopo Notting Hill, Roger Michell avrebbe dovuto dirigere Il mandolino del capitano Corelli e infatti il libro che William legge mentre è seduto sulla panchina del parco, alla fine del film, è proprio l'omonimo romanzo di Louis de Bernières, da cui la pellicola è tratta. Un attacco cardiaco tuttavia costrinse Michell a rinunciare; il posto di regista per quel film andò a John Madden, che aveva già diretto Shakespeare in Love.

### Sceneggiatura
Lo sceneggiatore Richard Curtis, già campione di incassi con Quattro matrimoni e un funerale e Mr. Bean - L'ultima catastrofe, cominciò a concepire il film durante le sue notti insonni, descrivendo il punto iniziale del suo progetto come "l'idea di una persona qualunque che riesce incredibilmente a uscire con una star e di come questo possa modificare le loro vite".
(Richard Curtis)

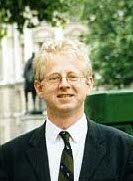
Richard Curtis, sceneggiatore del film

Parlando della sceneggiatura di Notting Hill, il produttore Duncan Kenworthy commentò: "credo che una delle qualità della scrittura di Richard sia la sua visione positiva della vita. Questa caratteristica può avere anche degli aspetti negativi in una commedia, generando spesso un sorta di strappo dalla realtà ed essere lontana dalle vicende umane. Richard tuttavia non cade in questo errore. I suoi scritti sembrano sempre ricordare che le persone sono genuine, vulnerabili e speciali, divertenti per quanto siano adorabili e non solo per come si comportano."

### Cast

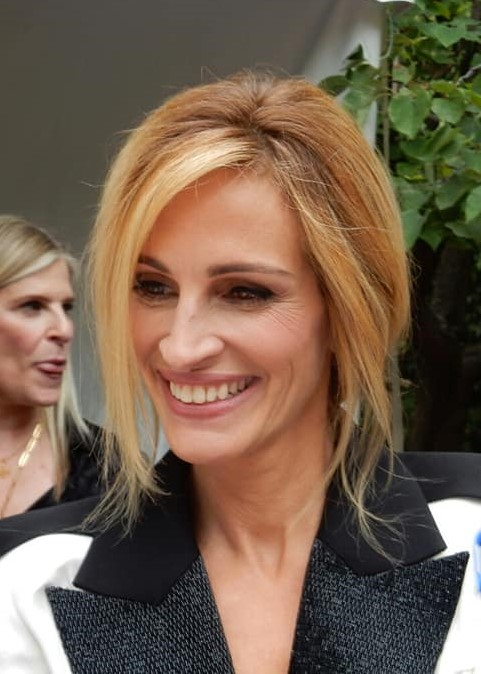
Julia Roberts è Anna Scott

La decisione di affidare il ruolo di William Thacker, protagonista del film, a Hugh Grant fu unanime, data l'alta affinità dell'attore con Richard Curtis. Michell disse che "Hugh interpreta Richard meglio di chiunque altro e Richard dirige Hugh meglio di chiunque altro" e che Grant è "uno dei pochi attori che riescono a recitare alla perfezione le battute di Curtis, come se fosse un'espressione dei ritmi interiori di Richard; la loro unione autore-scrittore sembra divina. Hugh ha avuto un'abilità fantastica nel recitare una parte che io non avrei visto interpretata da nessun altro attore". Anche Eric Fellner reputò l'attore londinese "fenomenale per il ruolo di protagonista di Notting Hill". Grant, che non lavorava da tre anni, si sentì intimidito al cospetto di Julia Roberts durante il loro primo incontro, nervosismo che perdurò per gran parte delle riprese. Tra gli altri artisti cinematografici presi in considerazione per la parte di protagonista del film in un primo momento vi era anche Art Malik.
Anche Julia Roberts fu la prima scelta presa in considerazione per il ruolo di Anna Scott, personaggio che Curtis aveva concepito come una commistione tra Grace Kelly e Audrey Hepburn; Roger Michell e Duncan Kenworthy non si aspettavano che avrebbe accettato. L'agente dell'attrice, dopo aver letto la sceneggiatura di Curtis, la definì "la migliore commedia romantica che avesse mai letto". Julia Roberts, leggendo anch'essa il copione, decise di partecipare al progetto, dicendo: "Questa è stata una di quelle sceneggiature che ho letto e ho subito avuto intenzione di farne parte; è davvero intelligente". Quello che colpì in particolare l'attrice statunitense fu il ruolo di Anna e la sua storia d'amore con William, pensando che le due personalità, così differenti ma anche con alcune analogie, come l'umorismo e la visione semplice della vita, si completassero; inizialmente però non volle vestire la parte della protagonista, giudicando il ruolo noioso e fin troppo simile alla sua vita reale, salvo poi superare le perplessità e accettare l'offerta di Curtis. Michell disse poi: "Quello che Julia porta al suo personaggio è l'inevitabile coincidenza tra chi è lei, una fantastica star del cinema, e quello che è Anna Scott, anch'essa una fantastica star del cinema. Però non sta interpretando Julia Roberts, sta interpretando Anna Scott, completamente un'altra persona". Fellner, commentando la scelta dell'attrice statunitense, disse che "ha dimostrato molte volte che lei è la regina della commedia romantica". Il compenso ricevuto per la commedia dalla Roberts viene rivelato nel corso del film stesso ed è pari a 15 milioni di dollari.
Il casting di Hugh Bonneville (Bernie), Tim McInnerny (Max), Gina McKee (Bella), Emma Chambers (Honey Thacker) e Rhys Ifans (Spike) nel ruolo degli amici di William fu "quasi come assemblare una famiglia" per Michell. Il regista spiegò che "quando devi fare il provino a degli attori per formare un gruppo di amici, devi bilanciare le qualità, i caratteri e le sensibilità. Sono come un puzzle che può essere completato in un solo modo e penso che abbiamo trovato una varietà di persone che potrebbero realisticamente vivere nello stesso mondo". Riferendosi a loro, Kenworthy affermò: "Una delle migliori cose per quanto riguarda il casting nel Regno Unito è che abbiamo un vasto patrimonio di attori brillanti a cui attingere. Abbiamo cercato persone che sarebbero assolutamente la migliore scelta per svolgere precisi ruoli nel modo più realistico possibile, lasciando così che la commedia cresca spontaneamente in modo indipendente dai personaggi, piuttosto che il contrario". In una versione preliminare del film presa in considerazione da Curtis, Honey avrebbe dovuto essere la rivale di Scott in amore e, nel finale del film, Will avrebbe dovuto scegliere lei, invece che l'attrice; Curtis in seguito decise che il ragazzo non poteva semplicemente respingere Anna, così modificò la storia e il personaggio di Honey, che divenne la sorella minore di Will.

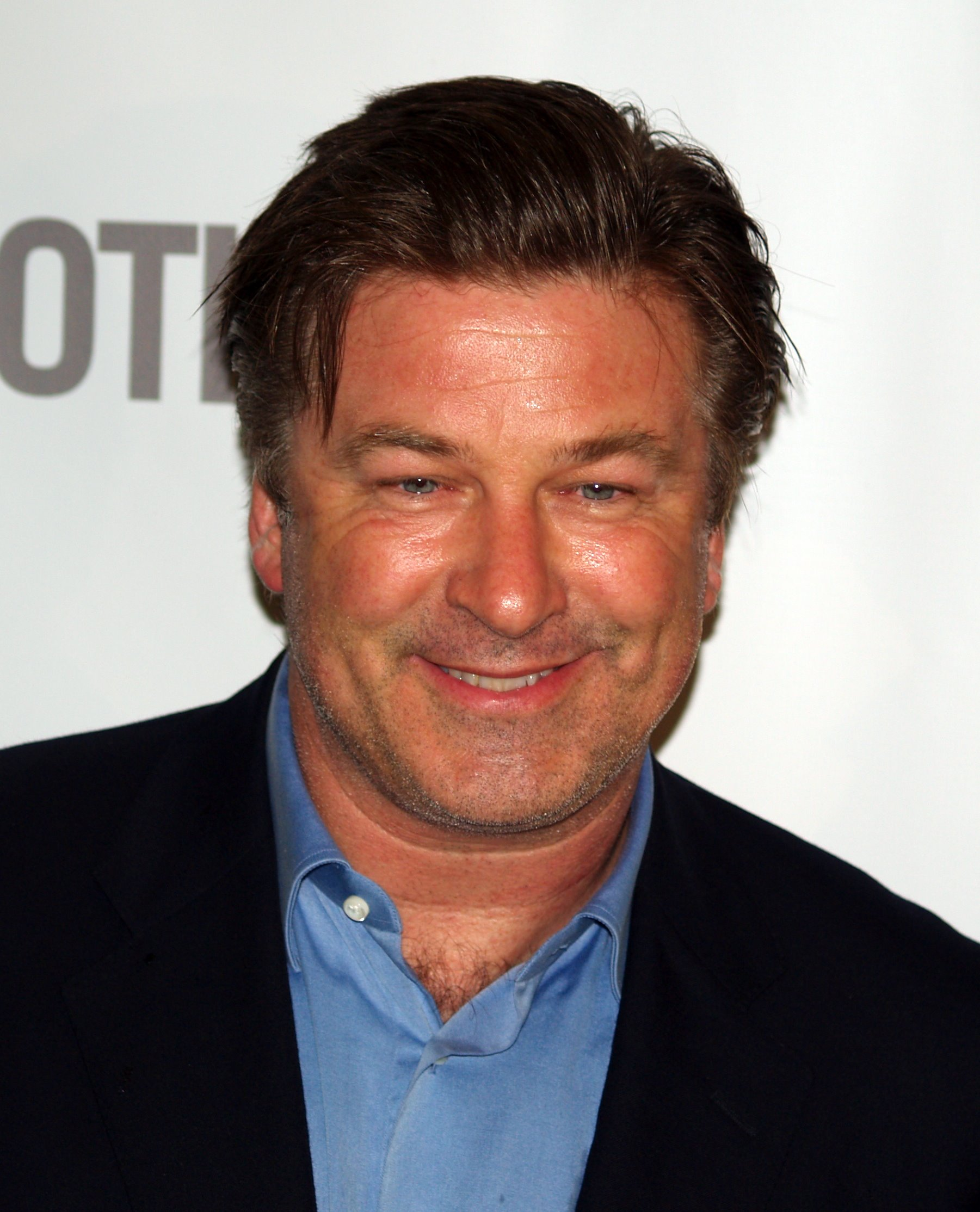
Alec Baldwin interpreta Jeff King

Tra gli altri attori che compaiono nella commedia vi sono:
- James Dreyfus interpreta Martin.
- Lorelei King interpreta Karen.
- Julian Rhind-Tutt interpreta Tarquin.
- Dorian Lough interpreta il ragazzo maleducato al ristorante.
- Patrick Barlow interpreta il portinaio del Hotel Savoy.
- Emily Mortimer interpreta la "ragazza perfetta".
- John Shrapnel interpreta Jeremy.
- Samuel West interpreta il co-protagonista di Anna in un film.
- Henry Goodman interpreta il portinaio del Ritz.
- Yolanda Vazquez interpreta la traduttrice di un attore straniero.
- Richard McCabe interpreta Tony.
- Dylan Moran interpreta Rufus.
- Clarke Peters interpreta il protagonista del film Helix.
- Mischa Barton interpreta l'attrice bambina.

#### Cameo
Numerosi sono gli attori illustri, tutti non accreditati, che appaiono nel film sotto forma di cameo; tra questi, il ruolo di maggiore importanza nel lungometraggio è affidato a Alec Baldwin, che interpreta Jeff King, un attore statunitense e fidanzato di Anna Scott. Anche Simon Callow e Matthew Modine interpretano ruoli cinematografici all'interno della pellicola, in particolare il primo appare nella parte di sé stesso all'interno di un film, mentre Modine affianca Anna in una pellicola chiamata Gramercy Park. Sanjeev Bhaskar invece interpreta il ragazzo poco educato che discute di Meg Ryan nel ristorante dove Anna e Will stanno cenando, mentre Omid Djalili ha la parte del cassiere della caffetteria che serve a William del succo d'arancia, rovesciato poco dopo addosso a Julia Roberts; in quel periodo stava girando La mummia negli stessi studios, così fu invitato a coprire quella piccola parte. Michael Higgs interpreta poi un uomo al mercato di Portobello Road.

### Riprese

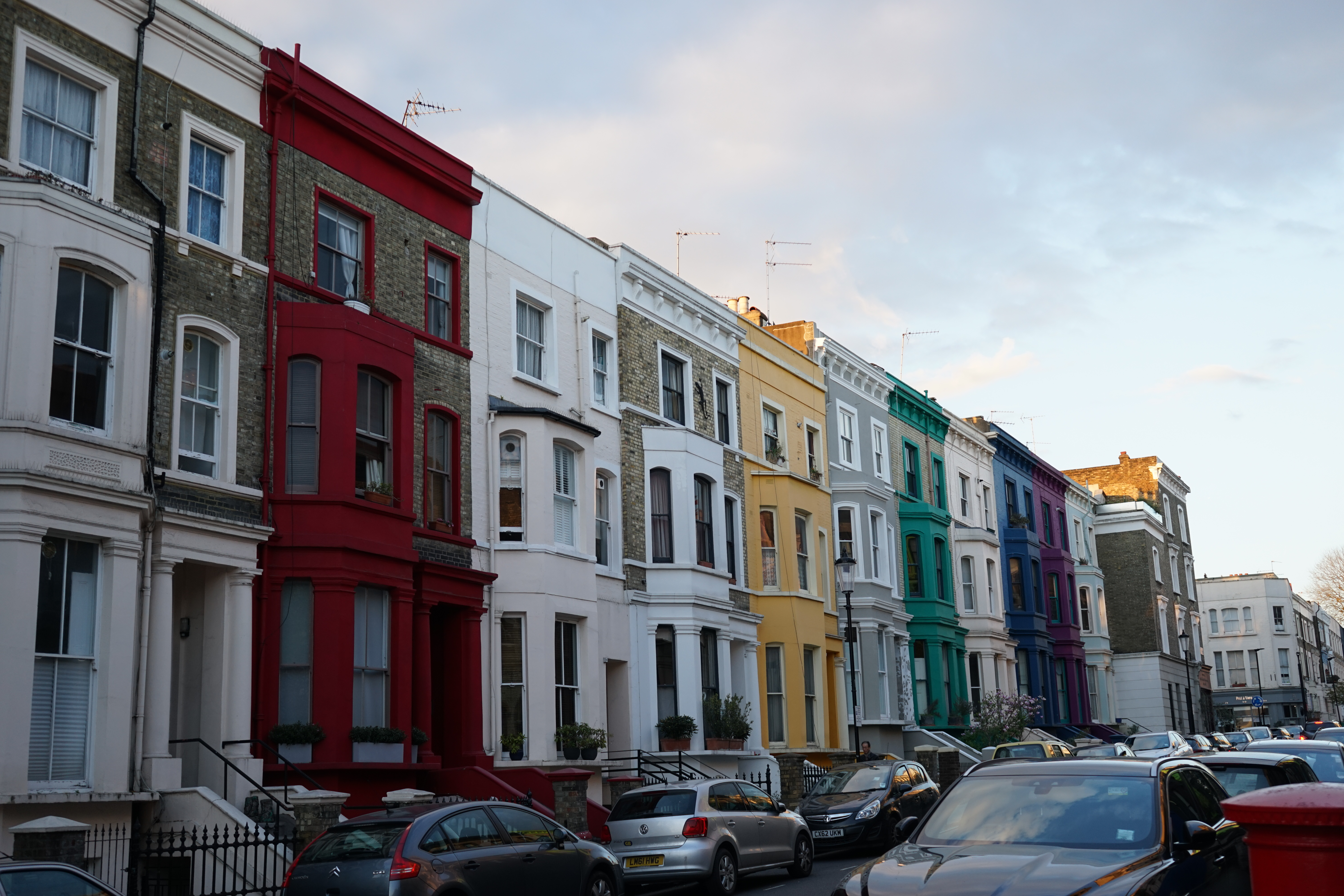
Notting Hill, principale location del film

La scenografia del film venne affidata a Stuart Craig, già vincitore di 3 premi Oscar (nel 1983 per Gandhi, nel 1989 per Le relazioni pericolose e nel 1997 per Il paziente inglese), che, dopo tanti film ambientati nel passato, era molto interessato a girare una commedia contemporanea; "avemmo a che fare con strade con migliaia di persone, dai venditori del mercato, ai negozianti e ai residenti, cosa che rese davvero difficile girare il film". Curtis scelse Notting Hill dal momento che abitandovi conosceva la zona, dicendo che il quartiere "è una straordinaria miscela di culture, è ricco e povero, è portoghese, giamaicano e inglese e mi sembrava un posto adeguato e realistico per cui due persone, provenienti da mondi diversi, si sarebbero potute incontrare e avrebbero potuto effettivamente coesistere. Notting Hill è un melting pot e un posto perfetto per girare un film". La scelta di girare direttamente nelle strade del quartiere comportò dei problemi; sia Kenworthy che Michell erano preoccupati del fatto che lasciare girare due attori così popolari come Grant e la Roberts in mezzo alle strade affollate avrebbe potuto attirare centinaia di curiosi e compromettere le riprese. Decisero comunque di filmare diverse scene a Notting Hill, ritenendo la cosa irrinunciabile per la buona riuscita del film. Alla fine, anche grazie alla bravura della troupe e all'operato delle forze di sicurezza, non si verificò alcun problema.
La responsabile delle location, Sue Quinn, ha descritto il suo come un "compito arduo"; per garantire la massima collaborazione da parte dei residenti e degli imprenditori del quartiere, Quinn e il resto del suo team dovettero scrivere a centinaia di persone della zona, promettendo di donare del denaro al proprio ente di beneficenza preferito, in cambio della loro disponibilità e della loro pazienza; alla fine le organizzazioni che ricevettero dei finanziamenti furono circa duecento. Questa collaborazione permise alla troupe di girare le scene in numerosi luoghi della West London: "Volevamo catturare il vero sapore di Notting Hill, il che significava girare nelle zone più densamente popolate, in particolare Portobello Road, dove era situata la libreria di William", disse Quinn. Per quanto riguarda la fotografia, Michael Coulter riuscì a rappresentare nel modo più elegante possibile ogni inquadratura, rendendo quanto più originali e plausibili gli eventi e i personaggi del film e cogliendo il carattere multietnico e caotico della capitale inglese e, in particolare, del quartiere di Notting Hill.

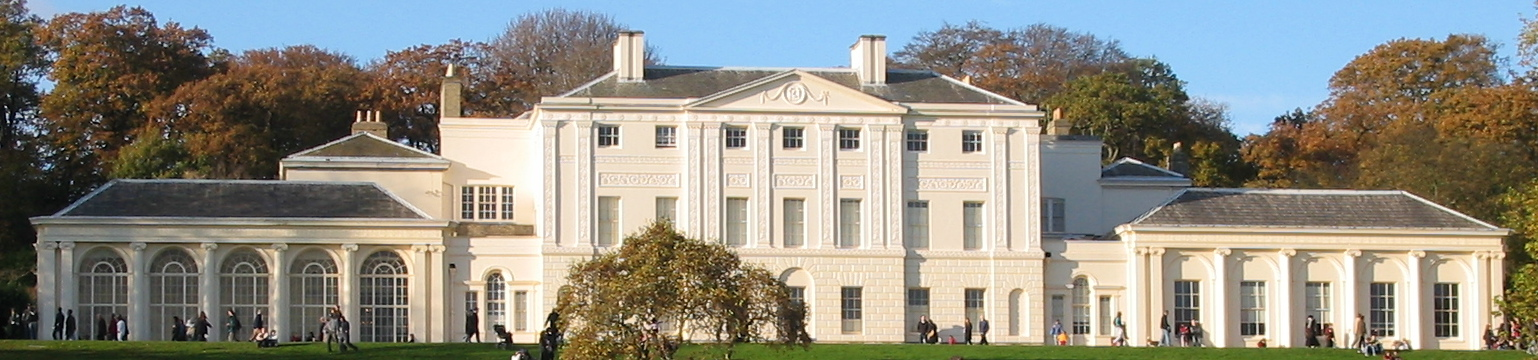
La Kenwood House di Hampstead Heath, una delle location del film

Le riprese ebbero inizio il 20 aprile 1998 presso gli Ealing Studios, spostandosi poi nella capitale inglese, a Kensington e Chelsea e in particolare a Notting Hill; qui la troupe restò per sei settimane, filmando all'Hotel Ritz, dove le riprese nelle aree pubbliche dovevano avvenire di notte, all'Hotel Savoy, che fece da sfondo alla conferenza stampa di Anna Scott, al ristorante Nobu del Metropolitan Hotel e al giardino zen dell'Hempel Hotel, dove sono state girate le scene del ricevimento di nozze. Un'altra location scelta per le riprese fu la Kenwood House di Hampstead Heath, nel quartiere di Hampstead, nella North London. Altre scene vennero girate a Golborne Road e al Cinema Coronet.
Il negozio di libri di William si trova al numero 142 di Portobello Road ed è in realtà un negozio di oggetti antichi, oggi chiamato proprio "Notting Hill"; l'originale The Travel Bookshop si trova al 13 di Blenheim Crescent, mentre al 91 di Lansdowne Road si trova la casa di Max e Bella. L'abitazione del protagonista, situata al 280 di Westbourne Park Road, era in quel momento di proprietà di Curtis; dietro la porta blu c'è una grande casa, non l'appartamento che si vede nel film, ricreato invece negli Shepperton Studios. Il portone venne venduto, tramite la casa d'aste Christie's, per 20.000 £, tutte donate in beneficenza. Il giardino privato in cui William e Anna entrano, scavalcando un cancello, è il Rosmead Gardens, situato a Rosmead Road.

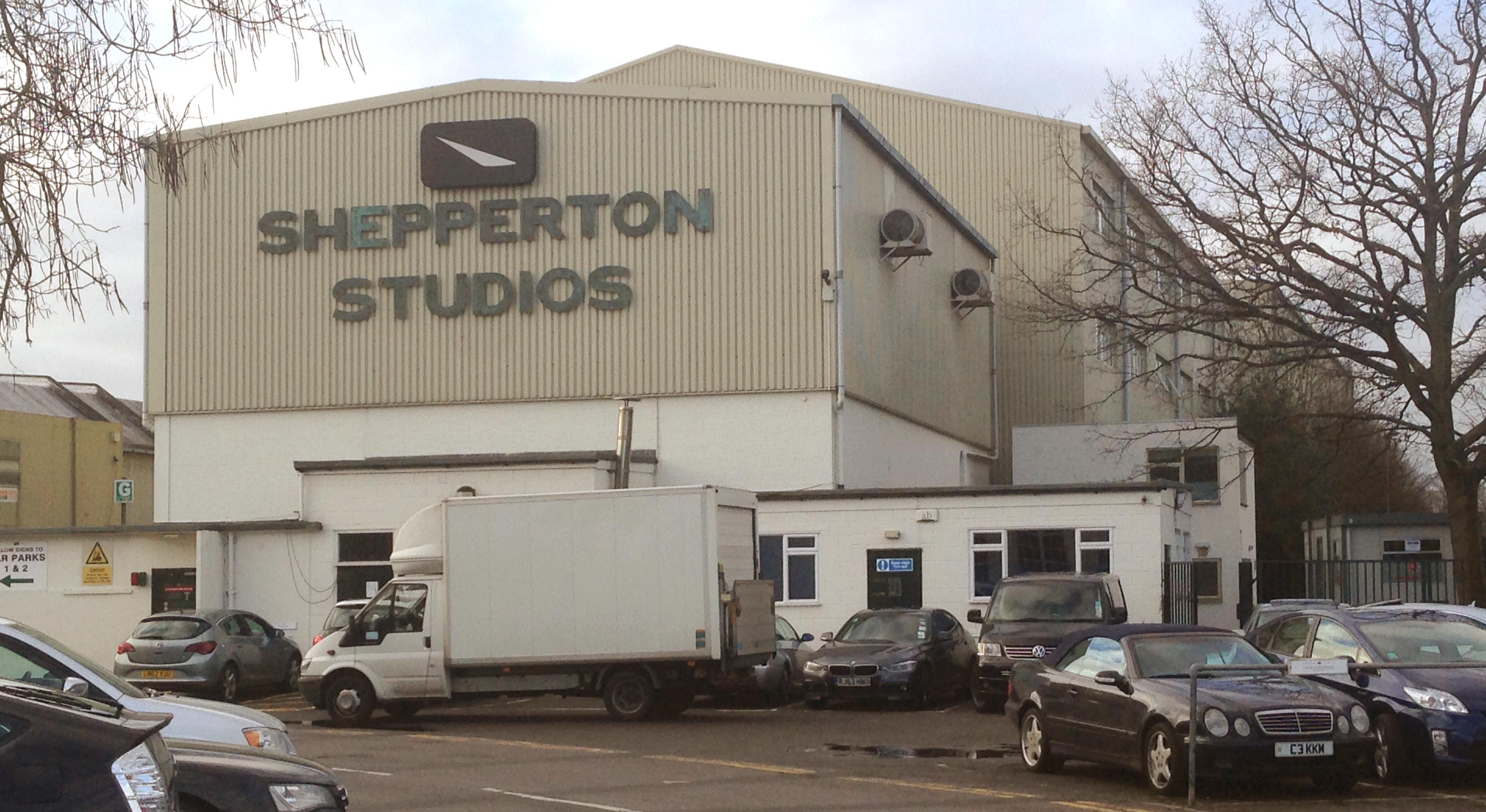
Gli Shepperton Studios, dove furono girate le scene al chiuso della commedia

Una delle sequenze finali della commedia, la première di un film di Anna Scott, presentò alcune difficoltà; l'idea di Michell era di filmare presso il Cinema Empire a Leicester Square ma questo non fu inizialmente possibile; la polizia aveva avuto dei problemi con i fan durante l'anteprima londinese di Titanic e temeva che si sarebbero potuti ripetere anche durante le riprese di Notting Hill. La produzione ricevette comunque il permesso di filmare e terminò la scena in 24 ore. Infine la troupe si ritrovò negli Shepperton Studios, dove vennero girate la maggior parte delle scene degli interni, tra cui quelle nella casa di Will, nel negozio di libri di viaggi e nel ristorante di Tony. Le riprese della commedia terminarono ufficialmente il 1º luglio 1998.

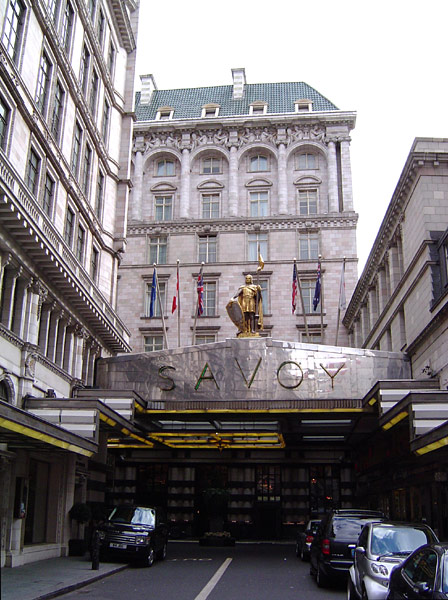
L'Hotel Savoy ospitò varie riprese di Notting Hill

Quando Curtis vide per la prima volta il girato del film, lo trovò fin troppo simile a Quattro matrimoni e un funerale, il suo precedente film; in fase di montaggio eliminò varie scene, per dare a Notting Hill una propria struttura e originalità. Il film è privo di effetti speciali, a eccezione della sequenza in cui William passeggia lungo Portobello Road mentre attorno a lui si nota il passaggio delle stagioni, simulando così il trascorrere del tempo. Per la sua realizzazione vennero ingaggiate due società specializzate in effetti meteorologici, la Effects Associates per la pioggia e la Snow Business International per la neve. La scena venne girata in un solo giorno e vennero utilizzate quattro differenti sequenze; in post produzione poi la Framestore unificò le pellicole al computer. Per evidenziare l'avanzare del tempo, quando venne ripreso Will vennero inseriti nel contesto alcuni elementi; si vede una donna inizialmente incinta e poi con un neonato, lo sviluppo di una storia d'amore di Honey e alcune caratteristiche di ogni stagione, come frutta e fiori estivi, un albero di Natale e foglie morte spazzate dal vento.

### Scene eliminate
Degli oltre 210 minuti del girato totale di Notting Hill, circa 90 vennero eliminati in fase di montaggio. Fu scartata una scena che vedeva protagonisti i genitori di William riguardante la rivelazione della sua relazione con Anna, una scena in cui Bernie cerca una nuova fidanzata per William e una versione più lunga della sequenza in cui William aiuta Anna a ripassare le battute di un suo film, rimossa per un eccessivo uso di termini volgari. È stata rimossa anche una piccola scena in cui Spike si finge un ristoratore e serve ai due della pizza al prosciutto, un'ulteriore sequenza riguardante il gallese che risponde al telefono e una terza scena con protagonista il pittore durante la cerimonia di nozze. Vi è poi un finale alternativo che si svolge nel ristorante di Tony, in cui Bernie chiede a William come è la vita nella "corsia di sorpasso" e questi gli risponde: "è un po' complicata, ma ne vale la pena".

## Colonna sonora

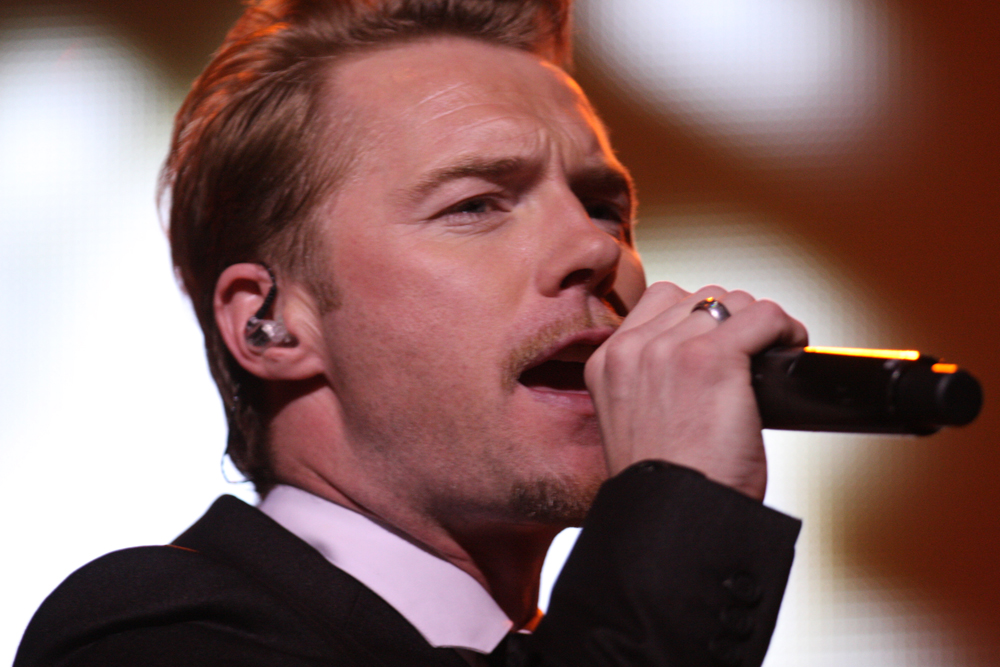
Ronan Keating, interprete di When You Say Nothing at All

L'album ufficiale della colonna sonora del film, Notting Hill: Music from the Motion Picture, venne pubblicato dalla Island Records il 18 maggio 1999 negli Stati Uniti e i giorni successivi nel resto del mondo; l'edizione in vinile uscì invece il 10 maggio 2019. Il disco comprende tredici canzoni, per una durata totale di 52:22, con il formato compact disc che raggiunse la Top 10 nella classifica di vendite di molti mercati europei e non. Trevor Jones, con l'aiuto tra gli altri della London Symphony Orchestra e da Clem Clempson, registrò presso gli Abbey Road Studios di Londra le musiche originali della commedia. Per colonna sonora, premiata ai BRIT Awards 2000, vennero poi inseriti numerosi altri brani scritti da vari artisti, come la cover di Tous les visages de l'amour di Charles Aznavour del 1974, cantata da Elvis Costello e rinominata She. Inizialmente nel film doveva essere usata la versione originale del cantautore armeno; per evitare problemi legali, Costello venne poi ingaggiato da Richard Curtis per registrare la reinterpretazione della canzone. Nelle edizioni non-americane del film si possono ascoltare entrambe le versioni: quella di Aznavour a inizio commedia, quella del cantante britannico alla fine.
Ulteriori cover sono state scelte per la colonna sonora di Notting Hill, come How Can You Mend a Broken Heart dei Bee Gees, qui reinterpretata da Al Green, e I Do (Cherish You), cantata originariamente dall'artista country Mark Wills e riarrangiata dai 98 Degrees. Anche il brano della scena in cui Will passeggia lungo Portobello Road mentre cambiano le stagioni, Ain't No Sunshine di Bill Withers,  è una cover, qui interpretata da Van Morrison, così come When You Say Nothing at All, cantata da Ronan Keating su un brano musicale del 1988 di Keith Whitley; la canzone dell'ex-Boyzone raggiunse la prima posizione in vari stati, tra cui nel Regno Unito. La colonna sonora del film presenta inoltre una versione remixata di You've Got a Way di Shania Twain, In Our Lifetime dei Texas, From the Heart degli Another Level, scritta da Diane Warren, e Gimme Some Lovin' degli Spencer Davis Group.
Sebbene compaia nelle tracce dell'album originale della colonna sonora, Born to Cry dei Pulp, scritto da Jarvis Cocker e da Richard Hawley, non è presente nella versione finale della commedia. Nel film vi è poi anche un brano che non compare in Notting Hill: Music from the Motion Picture, Blue Moon di Richard Rodgers e Lorenz Hart. Nell'edizione americana della commedia sono presenti anche altre canzoni, assenti nella versione britannica ed europea, come No Matter What dei Boyzone (che è il brano conclusivo del film in questa edizione, sostituendo She), Turn Your Lights Down Low di Bob Marley, cantata da Lauryn Hill, ed Everything About You di Steve Poltz, al posto di In Our Lifetime e di Born to Cry; quest'ultima è invece presente nella versione giapponese della colonna sonora, insieme ai brani dell'edizione statunitense e a Filth and Dreams degli Swing Out Sister.

## Promozione

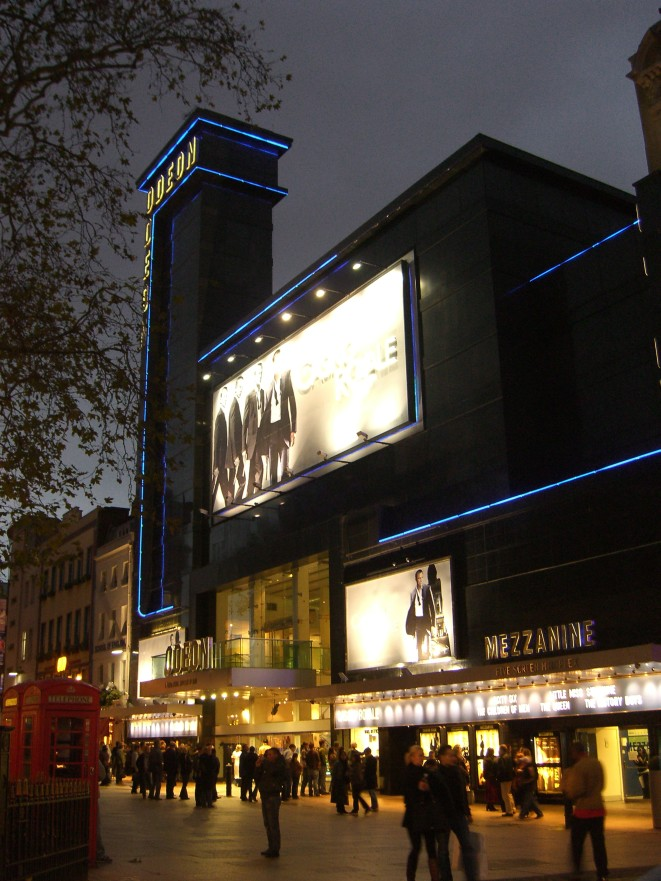
L'Odeon Leicester Square, dove si tenne la première di Notting Hill

Lo slogan ufficiale di Notting Hill è "Can the most famous film star in the world fall for just an ordinary guy?" (in italiano "Può la più famosa attrice del mondo innamorarsi di un ragazzo qualunque?"), sottolineando la storia d'amore tra i due protagonisti e le sue peculiarità. Hugh Grant e Julia Roberts compaiono anche nel manifesto ufficiale della pellicola; nell'immagine, in cui lo slogan è visibile in alto a destra, appare una locandina cinematografica con un primo piano di Anna Scott, che sovrasta la scritta Notting Hill di colore blu e sottolineata in rosso, affissa su un caratteristico muro inglese, con William che vi passeggia davanti. Il poster del film ricorda inoltre le esperienze cinematografiche di Richard Curtis in film come Mr. Bean - L'ultima catastrofe e Quattro matrimoni e un funerale.
Il trailer ufficiale di Notting Hill, distribuito nelle sale cinematografiche poche settimane prima dell'uscita della pellicola, dura 2:48 e si basa sulla versione estesa di Notting Hill; nelle sequenze infatti si possono notare scene non presenti nell'edizione ufficiale del film, come ad esempio il momento in cui William confida ai suoi genitori la sua storia con Anna Scott, scena che comunque compare nei contributi speciali all'interno del DVD del lungometraggio. Esiste anche una versione ridotta del trailer del film, che dura 2:09. Il breve filmato concentra la sua attenzione sulle differenze sociali ed economiche tra William e Anna. Sono mostrate anche alcune sequenze in cui sono presenti gli amici di Will, con le loro espressioni e le loro reazioni alla conoscenza dell'attrice statunitense. Il trailer pone anche l'attenzione sui luoghi in cui si svolge la vicenda e sull'amore che nasce tra i due protagonisti, mostrando alcune scene significative della loro storia. Tra le canzoni riprodotte nel trailer vi è Save Tonight di Eagle-Eye Cherry.
La premiere di Notting Hill si tenne al cinema Odeon di Leicester Square a Londra il 27 aprile 1999 e vide la partecipazione di gran parte del cast del film, tra cui Julia Roberts, Hugh Grant, Emma Chambers e Rhys Ifans, oltre allo sceneggiatore Richard Curtis, al regista Roger Michell e vari artisti musicali che hanno fatto parte della colonna sonora della pellicola, tra cui Elvis Costello, Ronan Keating e Shania Twain. Numerosi altri personaggi dello spettacolo, tra cui Elton John, Colin Firth, Hugh Laurie, Nick Moran, Charles Spencer, Mel Smith, Alan Parker, Bob Geldof, Davina McCall, Lenny Henry e Elizabeth Hurley, compagna di Grant all'epoca, presero parte alla serata, il cui incasso venne interamente devoluto a Comic Relief. La premiere statunitense della commedia si tenne invece il 13 maggio dello stesso anno presso il Ziegfeld Theatre di New York.

## Distribuzione
Tra il maggio e il settembre del 1999, il film venne distribuito in gran parte degli stati; in particolare, il Regno Unito fu la prima nazione in cui uscì Notting Hill, vedendo il suo debutto nei cinema britannici il 21 maggio, mentre negli Stati Uniti e in Italia la commedia venne distribuita rispettivamente il 28 maggio e il 22 ottobre. In alcune nazioni come Romania e Kuwait la pellicola arrivò nelle sale solo nel 2000. Nel periodo di massima copertura, la commedia era presente in 2786 sale cinematografiche statunitensi, con una distribuzione iniziale di 2747 rulli.

### Date di uscita
Le date di uscita internazionali sono state:
- 21 maggio 1999 in Regno Unito
- 28 maggio in Irlanda, Stati Uniti d'America
- 3 giugno in Nuova Zelanda
- 10 giugno in Australia, Singapore e Hong Kong
- 30 giugno in Svezia
- 1º luglio in Germania e Paesi Bassi
- 3 luglio in Corea del Sud
- 9 luglio in Svizzera, Danimarca, Taiwan
- 15 luglio in Israele
- 16 luglio in Spagna
- 30 luglio in Islanda, Thailandia e Brasile (Um Lugar Chamado Notting Hill)
- 4 agosto nelle Filippine
- 5 agosto in Argentina (Un lugar llamado Notting Hill)
- 6 agosto in Norvegia
- 11 agosto in Belgio (Notting Hill / Coup de foudre à Notting Hill)
- 18 agosto in Francia (Coup de foudre à Notting Hill)
- 20 agosto in Austria e Finlandia
- 26 agosto in Polonia
- 27 agosto in Portogallo
- 2 settembre in Repubblica Ceca, Slovacchia
- 4 settembre in Giappone (Nottingu Hiru no koibito)
- 10 settembre in Malaysia
- 24 settembre in Estonia e Grecia (Μια βραδιά στο Νόττινγκ Χιλ)
- 7 ottobre in Ungheria (Sztárom a párom)
- 15 ottobre in Turchia (Aşk Engel Tanımaz)
- 22 ottobre in Italia
- 22 gennaio 2000 in Kuwait
- 23 giugno 2000 in Romania

### Divieti

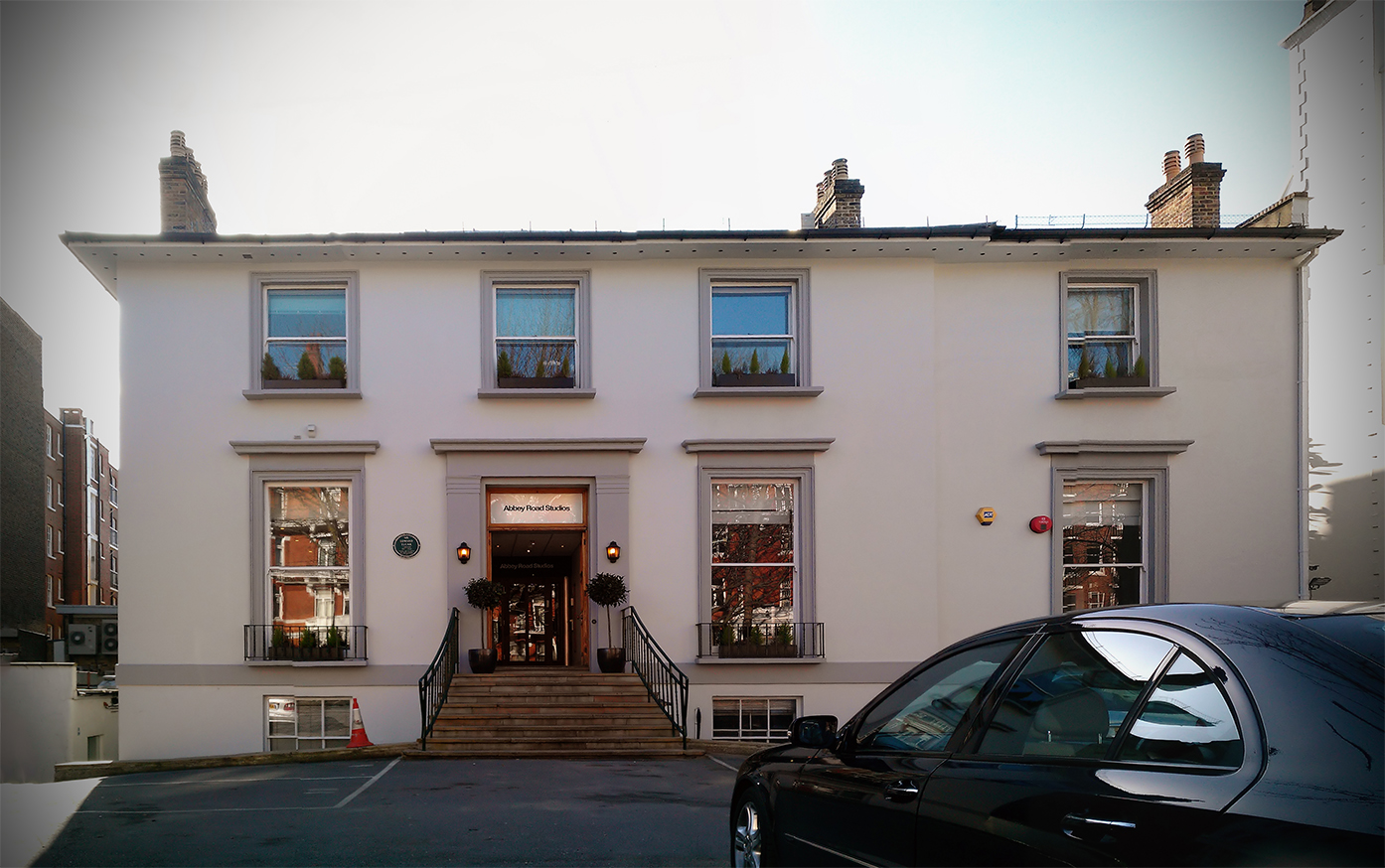
Presso gli Abbey Road Studios fu effettuato il montaggio del film

Nonostante fossero assenti scene di violenza o di profanità, il film fu oggetto di alcuni divieti in molti paesi del mondo, a causa di numerosi riferimenti al sesso (incluse la masturbazione, l'orgasmo e la prostituzione), di alcune scene di nudo o semi-nudo e di alcune volgarità; negli stati in lingua tedesca la pellicola venne vietata ai minori di 6-7 anni, mentre nei paesi anglofoni, come Stati Uniti d'America, Canada e Regno Unito, e nel Sud America il divieto riguardò i ragazzi con età compresa tra i 13 e i 15 anni. In Asia e in Australia venne consigliata la visione di Notting Hill al solo pubblico adulto, mentre in gran parte dei paesi europei, tra cui Francia, Italia, Spagna e Svizzera, il film non ebbe alcun divieto e fu consentito l'accesso in sala a chiunque.

### Edizioni home video
Il film venne distribuito, nel corso degli anni, attraverso numerosi supporti cinematografici dalla Universal Pictures Home Entertainment, sussidiaria degli Universal Studios; la versione in Video Home System del film uscì il 9 novembre 1999 negli Stati Uniti, mentre l'edizione in italiano venne pubblicata il 2 febbraio 2000. Vi fu un'unica edizione per quanto riguarda le videocassette VHS, comprendente esclusivamente il film a colori e in italiano. Il formato DVD della commedia invece venne distribuito il 15 novembre dello stesso anno in un solo disco, contenente il film a colori, il trailer cinematografico, alcune note sul quartiere di Notting Hill e sulle altre location, diverse interviste e informazioni sugli attori, sulla troupe, sul casting e sulla produzione, oltre che alcune scene tagliate. Il formato video del lungometraggio in DVD è 2,35:1 anamorfico (Widescreen), mentre l'audio, che nell'edizione italiana, uscita lo stesso giorno di quella in VHS, presenta lingua e sottotitoli in inglese e in spagnolo, è Dolby Digital 5.1.
La versione in HD DVD del lungometraggio è uscita in tutto il mondo il 28 agosto 2007; composta da un solo disco contenente il film a colori e gli stessi contenuti speciali disponibili nel DVD, con anche gli stessi dati tecnici audiovisivi, vide l'edizione americana con inclusa la lingua inglese e francese, mentre in quella in italiano vi era nuovamente la lingua inglese e quella spagnola. Il Blu-Ray Disc del film è uscito negli Stati Uniti d'America il 15 ottobre 2013 e la versione in italiano il 17 novembre 2010. Per quest'ultima lingua vi è un'unica edizione, con un solo disco contenente il film a colori e gli stessi contenuti speciali presenti nella versione in DVD, includendo però anche una copia digitale del film; anche le lingue disponibili sono le stesse di quel formato, vale a dire italiano, inglese e spagnolo. Il formato Blu-Ray presenta quindi una risoluzione a 1080p in rapporto 2.35:1 anamorfico (Widescreen), con una componente audio DTS-HD Master Audio 5.1 e Dolby Digital 2.0. Non è invece mai stata pubblicata la commedia in Ultra HD.

## Accoglienza

### Incassi

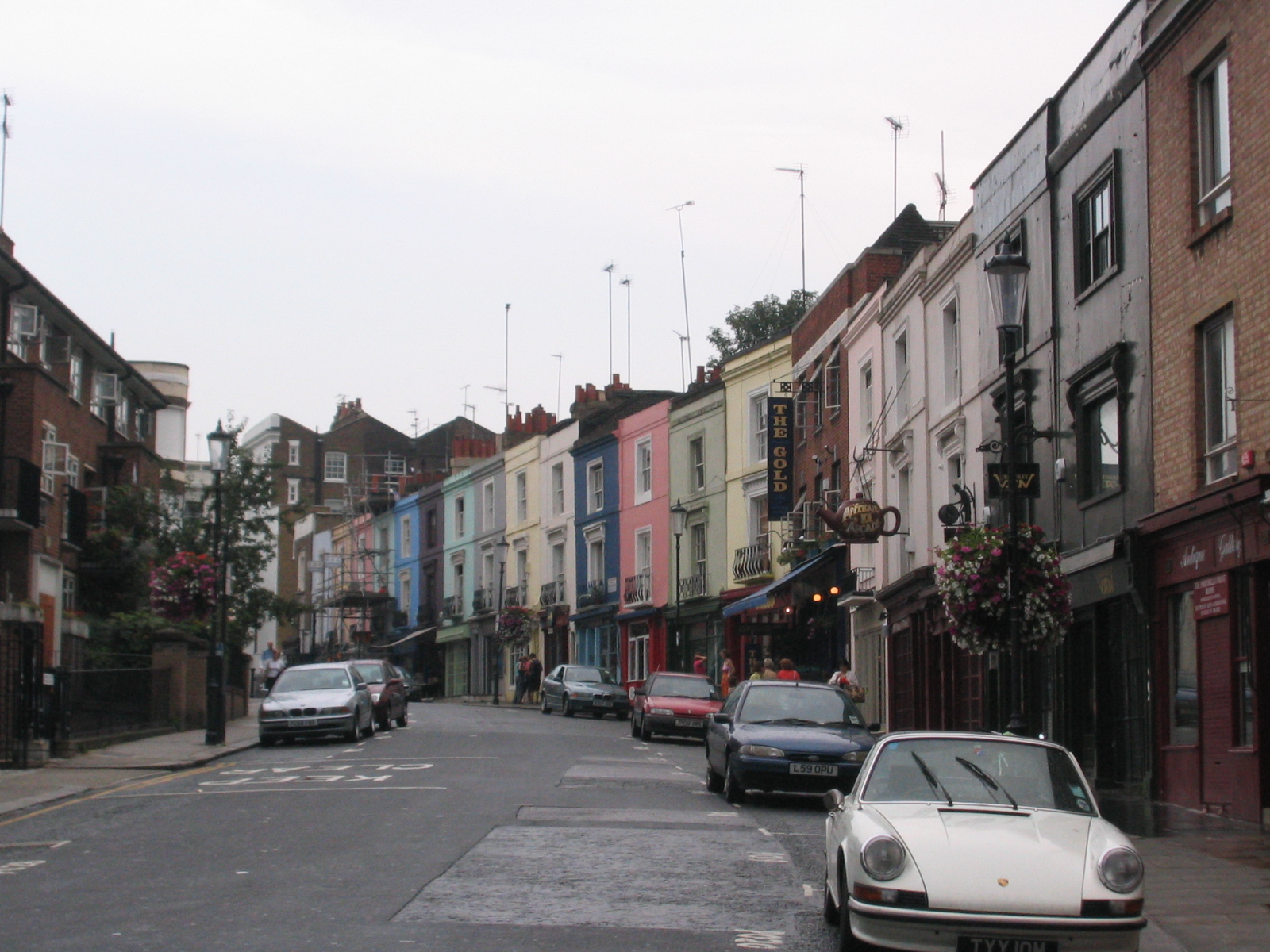
Portobello Road, sede di molte scene del film

Con un budget di circa 42 milioni di dollari, Notting Hill ne ha guadagnati 116 089 678 $ nel mercato statunitense e circa 247 800 000 $ nel resto del mondo, per un incasso complessivo di quasi 364 000 000 $. Riuscì a vendere più di 22 milioni di biglietti negli Stati Uniti, circa 7,5 milioni nel Regno Unito e quasi 2,5 milioni in Italia. Nonostante la concorrenza di Star Wars: Episodio I - La minaccia fantasma, campione di incassi della stagione, e de La mummia, la commedia ottenne 27,7 milioni di dollari durante il suo primo weekend di uscita negli Stati Uniti d'America, con 21,8 milioni di dollari guadagnati nei primi tre giorni, battendo il record assoluto per la "miglior apertura per una commedia romantica", primato che apparteneva a Il matrimonio del mio migliore amico; durante la prima settimana, grazie anche alla concomitanza del Memorial Day, il lungometraggio incassò 34 406 175 $. La pellicola guadagnò altri 15 milioni di dollari la settimana successiva, riducendo poi gli incassi nei giorni successivi. Un mese dopo la sua uscita, Notting Hill perse il suo record per la "migliore apertura di una commedia romantica" a vantaggio di Se scappi, ti sposo, interpretato da Richard Gere e dalla stessa Roberts, che guadagnò oltre 35 milioni di dollari in tre giorni.
Fu il 7º film in termini di ricavi assoluti dell'anno, preceduto da Star Wars: Episodio I - La minaccia fantasma, che raggiunse i 985 milioni di guadagni, Il sesto senso, Toy Story 2 - Woody e Buzz alla riscossa, Matrix, Tarzan e La mummia; occupò invece la 16ª posizione considerando solo gli Stati Uniti d'America. Pochi mesi dopo la sua uscita, il lungometraggio divenne il film britannico con maggiori incassi nella storia del cinema, superando proprio Quattro matrimoni e un funerale, fermo a circa 250 milioni di dollari, e il maggior successo cinematografico nel Regno Unito del 1999; ad ottobre 2019 era inoltre il 348º film che ha incassato maggiormente al mondo in assoluto. Rimase nella Top 10 delle pellicole più viste oltremanica per oltre quattordici settimane dall'uscita iniziale, mentre uscì dai dieci film più visti negli Stati Uniti dopo il settimo weekend di programmazione, restando in classifica diciannove settimane.

### Critica

#### Critica internazionale
Il film ebbe generalmente giudizi positivi da parte della critica cinematografica; il punteggio complessivo delle trentaquattro recensioni aggregate da Metacritic è infatti generalmente buono e pari a 68 su 100. Oltre 250 000 utenti di Internet Movie Database hanno espresso un giudizio mediamente positivo sulla pellicola, con una media voti pari a 7,1 su 10. La commedia segna poi un 83% di valutazioni positive su Rotten Tomatoes.

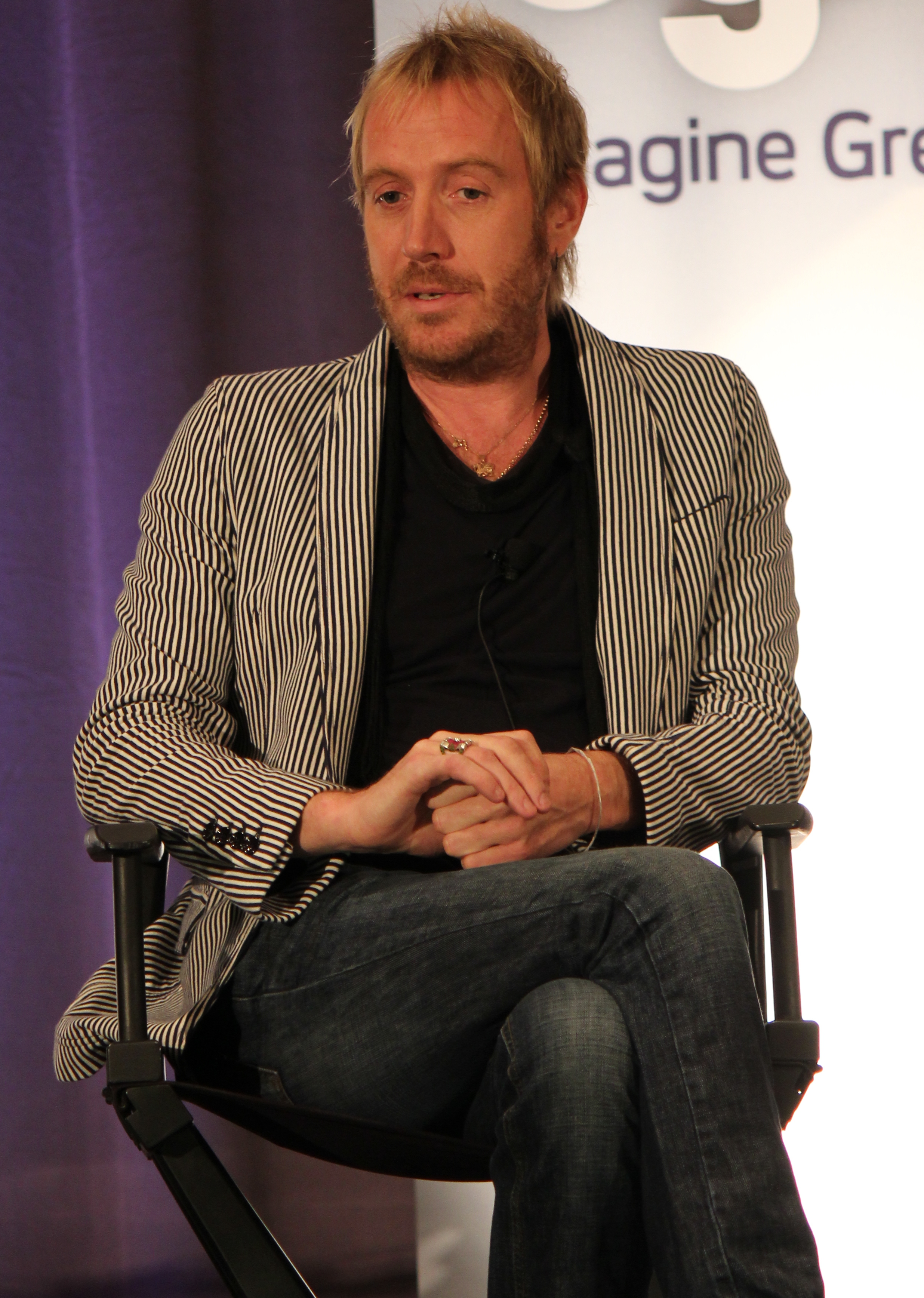
Rhys Ifans fu spesso elogiato dalla critica per il ruolo di Spike

L'articolo che ha elogiato maggiormente il lungometraggio fu quello di Jami Bernard del Daily News di New York, che lodò Notting Hill definendolo una "commedia romantica che indulge fantasie e tranquille insicurezze e che ripara i cuori con precisione chirurgica" e assegnandogli il punteggio massimo. Anche il critico del San Francisco Chronicle Bob Graham attribuì cinque stelle su cinque al film, apprezzando il tema della dicotomia tra personaggio pubblico e privato e l'analisi dei problemi delle celebrità. Nel suo giudizio John J. Puccio notò che "la storia è una fiaba e lo scrittore Richard Curtis conosce molto bene cosa il pubblico ama delle fiabe". Anche Desson Thomson del Washington Post diede a Notting Hill una valutazione molto positiva, sottolineando soprattutto la sinergia tra i due protagonisti, la genuinità degli attori e la performance di Rhys Ifans nel ruolo di Spike. Peter Bradshaw di The Guardian elogiò Julia Roberts, a suo dire nella sua migliore performance in carriera, oltre ad apprezzare la trama della pellicola. David Edelstein di Slate sottolineò invece l'intelligente intreccio di satira e fantasia proposto da Curtis.
Anche Kenneth Turan giudicò positivamente il lungometraggio, definendolo "una commedia romantica costantemente divertente e con un cast azzeccato". Il critico del Chicago Tribune Mark Caro scrisse: "È divertente, simpatica, per lo più intelligente, e vanta un simpatico cast di personaggi guidati da due star". A Rod Dreher piacque più la componente comica del film piuttosto che quella romantica e, nonostante alcune perplessità sul finale della storia, definì la pellicola "incantevole". Roger Ebert del Chicago Sun-Times ammirò invece la brillantezza del film, l'umorismo dei dialoghi e la capacità di Roberts e Grant di farsi apprezzare. Tra i critici che hanno maggiormente apprezzato la pellicola vi fu Lisa Schwarzbaum di Entertainment Weekly, che definì Notting Hill "allegra ed esilarante". Paul Clinton della CNN sottolineò il fatto che anche gli attori secondari del film fossero star della televisione britannica, oltre ad apprezzare la "commovente e divertente storia d'amore". Il recensore dell'Associated Press Christy Lemire affermò: "Notting Hill è una commedia romantica innocua e positiva, con molte solide risate".
Tra i recensori più critici con Notting Hill vi fu Dennis Lim di The Village Voice, che lo definì "molto simile a Quattro matrimoni e un funerale, solo peggiore", mettendo in evidenza la bizzarra unione fra la brillantezza delle commedie di Hollywood e l'eccessivo gusto inglese per la stranezza. Derek Elley di Variety giudicò il film goffo, troppo lungo e lontano dalla qualità di Quattro matrimoni e un funerale, ritenendolo comunque brillante, coinvolgente e con un fascino autentico e concedendogli comunque un giudizio positivo. Il critico del New York Times Janet Maslin sottolineò il fascino e la brillantezza della pellicola, criticando però i due protagonisti, che a suo dire sembravano poco innamorati e reali. Wesley Morris del The San Francisco Examiner rimproverò a Hugh Grant un'eccessiva afflizione nel personaggio, apprezzando invece il personaggio di Anna Scott e l'interpretazione di Julia Roberts. James Berardinelli di ReelThoughts criticò invece un'eccessiva mitezza nel romanticismo del film. Stephanie Zacharek di Salon.com espresse giudizio negativo per quanto riguarda i personaggi secondari, giudicandoli fastidiosi, contestando poi un'eccessiva superficialità della commedia. Dennis Schwartz valutò negativamente il lungometraggio, affermando che "il film è una pura e assoluta sciocchezza", contestandone in particolare la sceneggiatura e la caratterizzazione dei personaggi. Alcuni critici poi rimproverarono a Notting Hill il fatto di aver dato una "visione dolcemente irrealistica della vita di Londra e dell'eccentricità britannica."

#### Critica italiana

Molti critici accostarono Notting Hill a Vacanze romane di William Wyler, con Gregory Peck e Audrey Hepburn

Anche la critica in lingua italiana ha generalmente gradito la pellicola di Michell e di Curtis. Fabrizio Caleffi di MYmovies sottolineò l'autoironia della Roberts e i personaggi di contorno, che "sono efficaci, curatissimi e contribuiscono a un successo annunciato". Il giudizio, nonostante la pellicola sia considerata prevedibile, è positivo, conferendo così a Notting Hill un punteggio di 3 su 5. Il Morandini invece critica il film, definendolo una "prolissa e sfilacciata commedia sentimentale dal ritmo blando", evidenziando tuttavia l'interpretazione di Rhys Ifans nel ruolo di Spike; il punteggio assegnato alla commedia è di 2 su 5. Il critico de L'Unità Michele Anselmi apprezzò il film, definendolo "smaltato, ruffiano, a tratti spiritoso", criticando però la lunghezza della pellicola, paragonando poi il personaggio di Hugh Grant a un giovane James Stewart.
Mariuccia Ciotta de il manifesto giudicò positivamente Notting Hill, considerandolo una sorta di seguito di Quattro matrimoni e un funerale. Irene Bignardi de La Repubblica lo paragonò a Vacanze romane e a Pretty Woman, sottolineando "il gioco dei contrasti e delle coincidenze tra America e Inghilterra, con una versione aggiornata e in rosa dei temi di Henry James". Opinioni generalmente positive furono redatte anche da Paola Cristalli del Quotidiano Nazionale, anche se la considerò "una commedia che deve arrampicarsi sugli specchi per trovare quella pulsazione naturale che dovrebbe appartenerle per diritto di genere." Alcune critiche arrivarono invece da Emanuela Martini di FilmTv, affermando che al film "non gli riesce altrettanto bene la miscela di bizzarria e happy ending, di cinismo britannico e glamour hollywoodiano", giudicando negativamente soprattutto la seconda parte, eccessivamente diluita e caratterizzata da un "lieto fine improbabile". Anche Maurizio Cabona de Il Giornale sottolinea la somiglianza con Vacanze romane, oltre che la simpatia dei protagonisti. Stefano Lusardi di Ciak esalta la sequenza in cui Grant intervista il cast di Helix, criticando però il fatto che Curtis ceda fin troppo spesso ai luoghi comuni rispetto a Quattro matrimoni e un funerale. Lietta Tornabuoni de La Stampa giudicò il film discontinuo nell'umorismo, evidenziando anch'essa il personaggio di Spike.

## Riconoscimenti

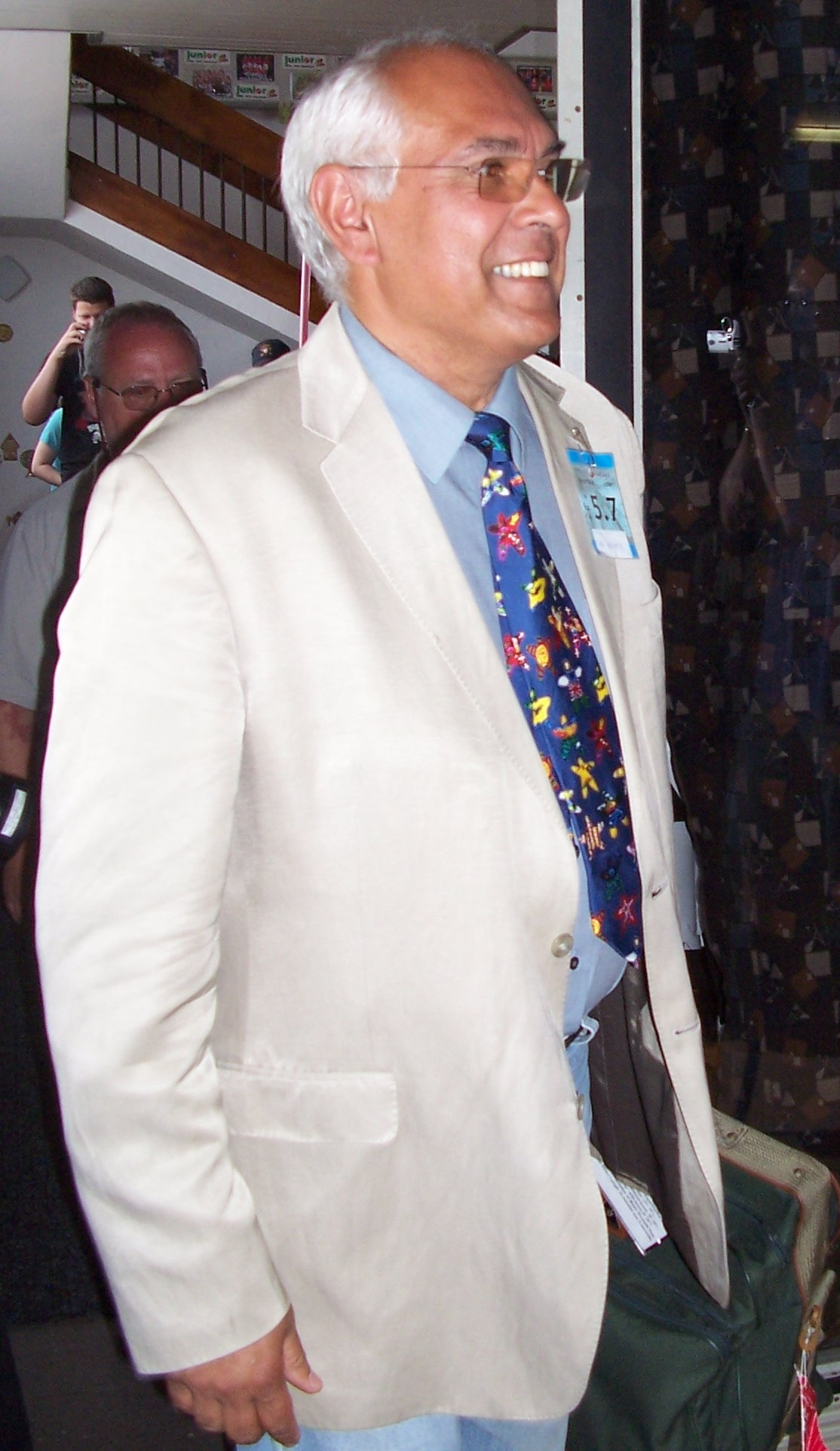
Trevor Jones vinse alcuni premi per le musiche originali di Notting Hill, da lui composte

Notting Hill ottenne vari riconoscimenti ufficiali, sia per quanto riguarda alcuni premi cinematografici conquistati, per lo più relativi al cinema britannico, sia per il buon numero di candidature per cui la commedia è stata proposta. Il film ricevette tre candidature ai Golden Globe 2000; fu in lizza come "miglior film commedia o musicale", titolo vinto da Toy Story 2 - Woody e Buzz alla riscossa, per il "miglior attore in un film commedia o musicale", con Hugh Grant battuto da Jim Carrey con Man on the Moon, e per la "migliore attrice in un film commedia o musicale", vedendo Julia Roberts superata dalla performance di Janet McTeer in In cerca d'amore. Conquistò l'"Orange Film of the Year", il premio del pubblico per il film più popolare, ai British Academy Film Awards del 2000, ottenendo nella stessa edizione anche due candidature, per il "miglior film britannico", con il Premio Alexander Korda che venne assegnato a East Is East, e per il "miglior attore non protagonista", per cui l'interpretazione di Rhys Ifans venne superata da quella di Jude Law ne Il talento di Mr. Ripley. Il film conquistò il titolo di "miglior film commedia" ai British Comedy Awards 1999. Vinse poi tre premi agli Empire Awards 2000, nelle categorie "miglior film britannico", "miglior regista britannico" (Roger Michell) e "miglior attore britannico" (Hugh Grant); nello stesso anno, la colonna sonora di Notting Hill venne premiata ai Brit Awards, battendo tra gli altri Star Wars: Episodio I - La minaccia fantasma e Fight Club.
Tra le candidature più prestigiose attribuite alla commedia vi furono le tre candidature alla 4ª edizione dei Satellite Awards, per il "miglior film commedia o musicale", vinto da Essere John Malkovich, per la miglior attrice in un film commedia o musicale, con Julia Roberts superata nuovamente da Janet McTeer, e per il Miglior attore non protagonista in un film commedia o musicale, che vide William H. Macy con Happy, Texas vincitore a discapito di Rhys Ifans. Un'ulteriore riconoscimento alla pellicola fu la candidatura agli European Film Awards del 1999 per il miglior film, premio vinto da Tutto su mia madre di Pedro Almodóvar. Gli attori del lungometraggio conquistarono inoltre quattro candidature ai Blockbuster Entertainment Awards 2000, nelle categorie "Miglior attore in un film commedia/romantico" con Hugh Grant, "Miglior attrice in un film commedia/romantico" con Julia Roberts, "Miglior attore non protagonista in un film commedia/romantico" con Rhys Ifans e "Miglior attrice non protagonista in un film commedia/romantico" con Emma Chambers. Grant vinse poi, alla pari con Keanu Reeves per Matrix, il premio per il "miglior attore protagonista" agli Csapnivaló Awards. Notting Hill vinse anche il Goldene Leinwand per aver venduto almeno 3 milioni di biglietti in 18 mesi in Germania.
- 2000 – Golden Globe
  - Candidato per il miglior film commedia o musicale[3]
  - Candidato per il miglior attore in un film commedia o musicale a Hugh Grant[105]
  - Candidato per il migliore attrice in un film commedia o musicale a Julia Roberts[105]
- 1999 – Bogey Awards
  - Bogey Award in Argento
- 1999 – British Comedy Awards
  - Miglior film commedia
- 1999 – European Film Awards
  - Candidato per il miglior film a Duncan Kenworthy
- 1999 – Evening Standard British Film Awards
  - Peter Sellers Award for Comedy[113]
- 1999 – Goldene Leinwand
  - Goldene Leinwand
- 1999 – Satellite Award
  - Candidato per il miglior film commedia o musicale[111]
  - Candidato per la miglior attrice in un film commedia o musicale a Julia Roberts[111]
  - Candidato per il miglior attore non protagonista in un film commedia o musicale a Rhys Ifans[111]
- 1999 – Teen Choice Awards
  - Candidato per il miglior film estivo
- 2000 – ASCAP Award
  - Top Box Office Films a Trevor Jones

- 2000 – BAFTA
  - Orange Film of the Year[106]
  - Candidato per il miglior film britannico a Duncan Kenworthy e Roger Michell[107]
  - Candidato per il Miglior attore non protagonista a Rhys Ifans[108]
- 2000 – Blockbuster Entertainment Awards
  - Candidato per il miglior attore in un film commedia/romantico a Hugh Grant
  - Candidato per la miglior attrice in un film commedia/romantico a Julia Roberts
  - Candidato per il miglior attore non protagonista in un film commedia/romantico a Rhys Ifans
  - Candidato per la miglior attrice non protagonista in un film commedia/romantico a Emma Chambers
- 2000 – BRIT Award
  - Miglior colonna sonora[110]
- 2000 – Csapnivaló Awards
  - Miglior attore protagonista a Hugh Grant
- 2000 – Empire Awards
  - Miglior film britannico[109]
  - Miglior regista britannico a Roger Michell
  - Miglior attore britannico a Hugh Grant
- 2000 – Huabiao Awards
  - Miglior film straniero
- 2000 – Nickelodeon Kids' Choice Awards
  - Candidato per la miglior attrice protagonista a Julia Roberts
  - Candidato per la miglior coppia a Julia Roberts e Hugh Grant
- 2000 – Premio Amanda
  - Candidato per il miglior film straniero a Roger Michell